# Riotorto
Riotorto là một đô thị ở tỉnh Lugo ở Galicia. Đô thị này thuộc comarca Meira.
Dân số năm 2003: 1.762 người theo kết quả điều tra của INE.

## Parroquia
- Aldurfe (San Pedro)
- Espasande de Baixo (Santa María)
- Ferreiravella (San Xillao)
- Galegos (Santa María)
- A Muxueira (San Lourenzo)
- A Órrea (Santa Comba)
- Riotorto (San Pedro)
- Santa Marta de Meilán (Santa Marta)